# Slaget ved Tempsford
Slaget ved Tempsford var et slag, der foregik i 917. En gruppe danere, der tidligere var baseret i Huntingdon for at flyttede til Tempsford i Bedfordshire, sammen med adnere fra East Anglia. De opførte en ny burh til at fungere som forpost til angreb i de engelske områder. Senere samme år, efter vikingerne havde forsøgt sig med et angreb på Bedford, blev de angrebet af en engelsk hær fra kong Edvard den Ældres territorier, som i del af hans store offensiv dette år i de danske territorier i både East Anglia og det sydøstlige Mercia. Burhen blev stormet og den danske konge, sandsynligvis kongen af East Anglia, blev dræbt sammen med jarlerne Toglos og Mannaand samt mange af deres dræbt, mens resten blev taget til fange. Slaget omtale i Den Angelsaksiske Krønike.